# Nord Stream
Nord Stream, tot 2006 'Noord-Europese Gasleiding' (NEGP) en ook wel 'Oostzee-gasleiding' of 'Baltische pijpleiding' genoemd, is een tweevoudige onderzeese pijpleiding voor het transport van Russisch aardgas door de Oostzee naar Duitsland. 
De aanleg ging van start op 9 december 2005. Het gas in de eerste leiding begon te stromen op 8 november 2011, toen in Lubmin de pijpleiding officieel in gebruik werd genomen. Op 8 oktober 2012 kwam ook de tweede leiding in gebruik.
In september 2018 werd begonnen met de aanleg van Nord Stream 2, een vergelijkbaar project, waarmee de totale capaciteit had moeten uitkomen op 110 miljard m³ op jaarbasis. Deze pijplijn is tot op heden niet in gebruik genomen. 
Tijdens de Russische invasie van Oekraïne werd begin september 2022 de pijpleiding Nord Stream 1 door Rusland volledig dichtgedraaid. Op 26 september 2022 werden krachtige onderzeese explosies geregistreerd in de buurt van het Deense eiland Bornholm. Na onderzoek concludeerden deskundigen dat beide pijpleidingen doelbewust waren gesaboteerd door explosies. Drie van de vier buizen zijn hierdoor sindsdien onbruikbaar geworden.

## Nord Stream 1 (NS 1)

### Eigendom

Aardgasreserves in de wereld in 2014

Op 8 september 2005 werd het contract over de aanleg van de pijpleiding getekend tussen het Russische Gazprom en de Duitse bedrijven E.ON en BASF in tegenwoordigheid van de Duitse premier Gerhard Schröder en de Russische president Vladimir Poetin. Gazprom heeft met 51% het grootste aandeel in het project, Wintershall en E.ON nemen beide voor 20% deel in het project en de Nederlandse Gasunie voor 9%. Gasunie werd pas op 6 november 2007 onderdeel van het consortium en werd op 10 juni 2008 ingeschreven in het register van participanten. Begin 2010 werd ook bekendgemaakt dat het Franse energiebedrijf GDF Suez een belang van 9% zou nemen. Wintershall en E.ON verkochten beide een belang van 4,5% om de deelname van GDF Suez mogelijk te maken.
Het project omvatte ook het plan om een mogelijkheid in te bouwen om de pijpleiding in de toekomst door te trekken naar Nederland en het Verenigd Koninkrijk.
De eigenaar van de pijpleiding is Nord Stream AG, tot 2006 North European Gas Pipeline Company genoemd. De onderneming werd op 2 december 2005 ingeschreven in het Zwitserse handelsregister als NEGP Company. De toezichtsraad (raad van commissarissen) begon op 1 maart 2006 met zijn werkzaamheden en werd vanaf 30 maart geleid door de Duitse ex-bondskanselier Gerhard Schröder. Algemeen directeur werd Matthias Warnig, afgevaardigde van de Dresdner Bank in Rusland. Warnig was in het verleden werkzaam voor het Ministerium für Staatssicherheit (Stasi).
Rusland was in de tijd dat Nord Stream in gebruik was de belangrijkste exporteur van gas naar Europa. Voor deze pijplijn was het gas afkomstig uit het olie- en gasveld Joezjno-Roesskoje, gelegen in het noorden van West-Siberië (Jamalië). Van de totale Russische gasexport ging 75% naar Europa en Europa dekte ongeveer 40% van de gasbehoefte door importen uit Rusland. Gazprom tekende contracten met een aantal Europese gasbedrijven, waaronder DONG Energy, E.ON Ruhrgas en GDF Suez, om 22 miljard m³ gas per jaar te leveren zodra de pijpleiding klaar zou zijn.

### Beschrijving

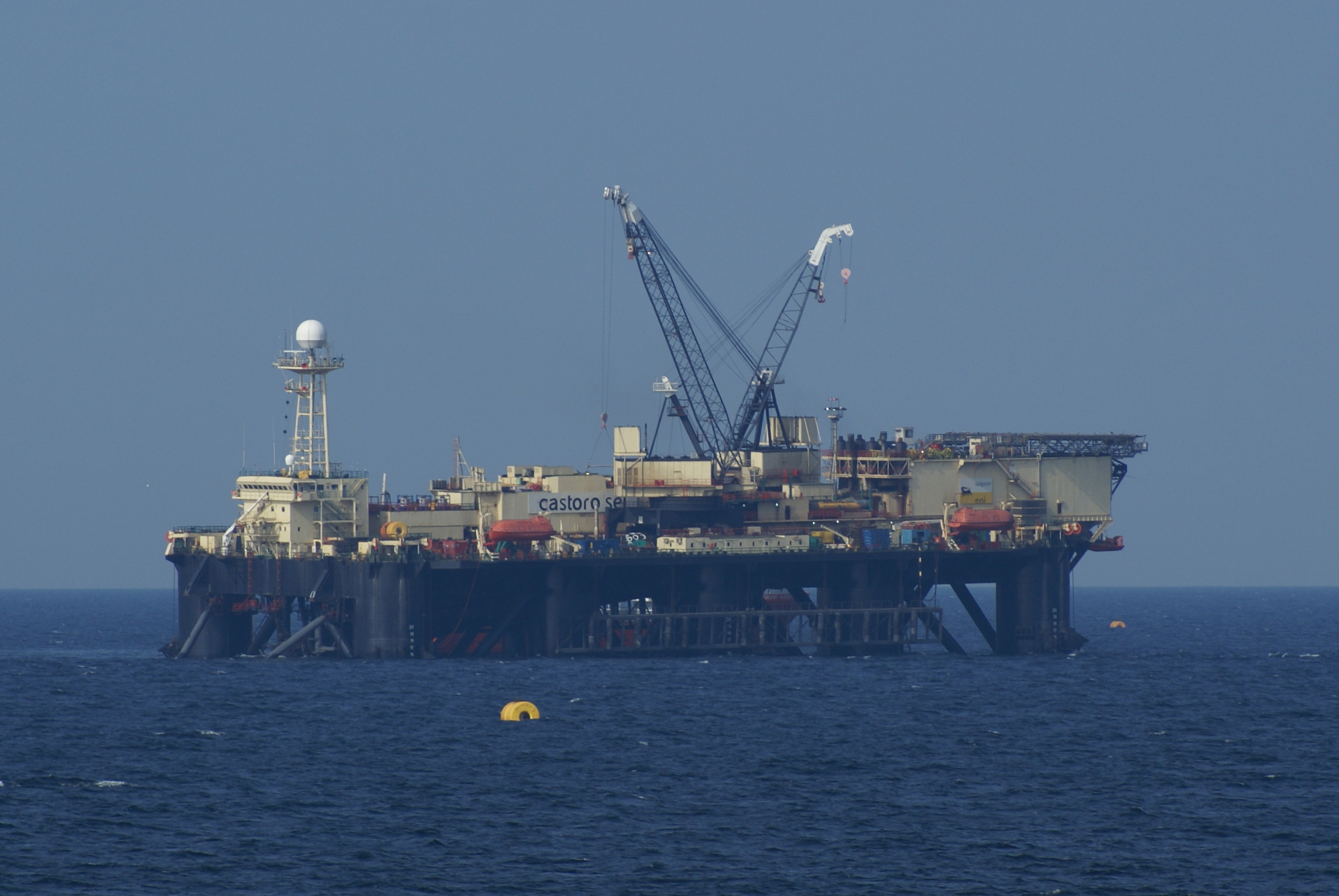
De Castoro Sei bezig in de Oostzee voor Nord Stream 1.

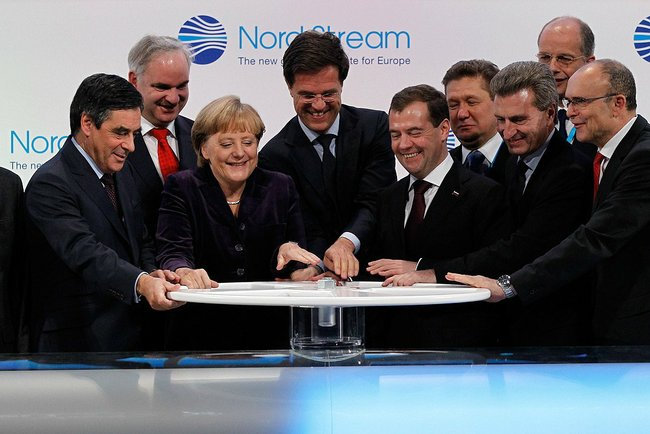
Officiële opening Nord Stream 1 op 8 november 2011 met Angela Merkel, Mark Rutte, François Fillon en Dmitri Medvedev.

De (dubbel uitgevoerde) pijpleiding bestaat uit twee delen: een gedeelte over land en een gedeelte onder water. Het eerste deel van de pijpleiding start bij Babajevo in oblast Vologda en loopt vanaf daar naar Vyborg (ten noordwesten van Sint-Petersburg). Dit deel heeft een lengte van 917 kilometer. Vanaf Vyborg gaat de pijpleiding verder over de bodem van de Oostzee. De pijpleiding eindigt bij Greifswald (noordoostelijk Mecklenburg-Voor-Pommeren). De lengte bedraagt 1.224 kilometer voor het gedeelte in de Oostzee. In Duitsland zijn twee pijplijnen aangelegd, zoals de NEL-pijplijn, met een totale lengte van 900 kilometer, die Greifswald met het Europese gasleidingnet verbindt.
De Nord Stream-leiding heeft een capaciteit van ongeveer 55 miljard m³ gas per jaar, wat neerkomt op ongeveer de helft van het jaarlijkse gasverbruik in Duitsland in 2005. De kosten van het gedeelte op de zeebodem werden geschat op € 4 miljard ($ 4,7 miljard). Het landgedeelte zal volgens Aleksej Miller van Gazprom $ 5 miljard gaan kosten. Medio 2008 tekenden Nord Stream en Saipem een contract ter waarde van € 1 miljard. Saipem gaat de pijplijn aanleggen en hiervoor twee pijpenleggers inzetten, waaronder de Castoro Sei. Met de aanleg van de eerste pijplijn werd op 6 april 2010 gestart en met de tweede werd op 9 juni 2011 begonnen. De aanleg duurde ongeveer een jaar en op 5 mei 2011 kwam de eerste pijplijn gereed en op 18 april 2012 volgde op tweede. De pijplijn viel wel duurder uit dan eerder was aangegeven: het vergde een investering van € 7,4 miljard oftewel € 6 miljoen per kilometer.
De totale kosten van de aanleg bleven niettemin binnen het totale investeringsbudget van € 7,3 miljard. Met de tweede pijplijn kreeg Nord Stream een totale gastransportcapaciteit van 55 miljard m³, overeenkomstig met 537 miljard kWh, per jaar. Dit was voldoende om zo'n 26 miljoen huishoudens van gas te voorzien.

### Ingebruikname
Op 8 november 2011 werd de eerste pijpleiding van Nord Stream I officieel geopend in de Noord-Duitse plaats Lubmin. Diverse regeringsleiders waren bij de ceremonie aanwezig, onder wie bondskanselier Angela Merkel, de Russische president Dmitri Medvedev, premier Fillon van Frankrijk en premier Rutte van Nederland. Op 8 oktober 2012 werd ook de tweede leiding in gebruik genomen. De officiële ingebruikname vond plaats in Portovaja, aan de Russische Oostzee-kust, waar het nieuwe compressorstation van Gazprom stond. Deze installatie zorgde ervoor dat het gas onder een druk van 220 bar over een afstand van 1.224 kilometer naar het aanlandingspunt bij Lubmin zou worden gestuwd.

### Technische gegevens
- lengte pijplijn: 1.224 kilometer[9]
- aantal buizen: 199.755 stuks, elk met een lengte van 12 meter en een gewicht van 24 ton
- diameter van de buis: 1.153 mm
- hoeveelheid verwerkt staal: 2.424.000 ton
- verwachte levensduur: minstens 50 jaar
- opgesteld vermogen van het compressorstation in Portovaja: 366 MW
- afstand tussen gasvelden en compressorstation in Portovaja: 2.850 kilometer
- reistijd gas: gemiddeld 12 dagen tussen gasvelden in West-Siberië en afnemers in West-Europa

### Transport
In de tabel hieronder staat de hoeveelheid aardgas die in de periode 2014-2021 jaarlijks door Nord Stream 1 werd getransporteerd.
| Jaar | Transport (in miljarden m³) |
| ---- | --------------------------- |
| 2014 | 35,5                        |
| 2015 | 39,1                        |
| 2016 | 43,8                        |
| 2017 | 51,0                        |
| 2018 | 58,8                        |
| 2019 | 58,5                        |
| 2020 | 59,2                        |
| 2021 | 59,2                        |

## Nord Stream 2 (NS 2)

### Eigendom
In september 2015 tekenden Gazprom, E.ON, BASF/Wintershall, OMV, Engie en Royal Dutch Shell een contract om extra capaciteit te bouwen naast de twee bestaande pijplijnen van Nord Stream. Gazprom kreeg een belang van 51% in het project, Engie 9% en de overige vier partners elk 10%. De investering had een waarde van 9,9 miljard euro en betrof de aanleg van een derde en vierde pijplijn met een totale capaciteit van 55 miljard m³ per jaar. Als alles volgens plan zou verlopen, zouden de nieuwe pijplijnen eind 2019 in gebruik komen, was het idee.
In augustus 2016 trokken de partners van Gazprom in het NS 2-project zich terug na Poolse bezwaren. De Poolse toezichthouder was bang voor een te grote Russische dominantie in de Europese gasmarkt. Gazprom zette het project alleen door en verwachtte nog steeds in 2019 de pijplijn operationeel te hebben. De voormalige partners werden geen aandeelhouder, maar namen de helft van de financiering voor hun rekening.

### Aanleg
In februari 2017 kreeg het Nederlandse bedrijf Allseas de opdracht voor de aanleg van de pijplijn. Drie pijpenleggers van Allseas zouden bij de opdracht worden ingezet, de Pioneering Spirit, Solitaire en Audacia. In september 2018 werd daadwerkelijk begonnen met de aanleg.
Net als bij NS 1 kwamen er twee parallelle pijplijnen met een lengte van 1200 kilometer. Elke leiding kreeg een capaciteit van 27,5 miljard m³ waarmee het totaal van NS 1 en NS 2 uitkwam op 110 miljard m³. De pijpen waren 12 meter lang, hadden een binnendiameter van 1.153 mm en een wanddikte van 41 mm staal. Op 11 april 2019 lag de eerste 1000 km, circa 80% van het totaal, op de bodem van de Oostzee.
Eind oktober 2019 verleende Denemarken goedkeuring voor de aanleg en daarmee was het laatste obstakel voor de pijplijn weggenomen. Door het uitblijven van deze vergunning werd het project vertraagd. Meer dan 87% van de nieuwe pijplijn was reeds gereed en met deze goedkeuring kon de laatste 147 kilometer langs het Deense eiland Bornholm worden gelegd. Dit laatste stuk is in een paar maanden tijd afgerond.
In december 2019 staakte Allseas de werkzaamheden aan de pijplijn. De reden was een nieuwe Amerikaanse wet, de National Defense Authorization Act (NDAA), die sancties oplegde aan bedrijven die meewerkten aan de verbinding. De Amerikaanse president Trump tekende de wet op 20 december. De Amerikanen wilden voorkomen dat Rusland door de gasleveranties te veel invloed zou krijgen in West-Europa. Door de maatregel ontstond onzekerheid over de voltooiing van het miljardenproject, maar Gazprom zou nu met reeds in 2016 aangekochte eigen pijplegschepen de installatie voortzetten. Na de vermoedelijke vergiftiging van Navalny eind augustus 2020 gingen opnieuw stemmen op om het project op te schorten, maar het was onduidelijk of dat ook daadwerkelijk zou gebeuren. In december 2020 voer de Russische pijpenlegger Akademik Cherskiy uit om het ontbrekende stuk van 160 kilometer in de Baltische Zee te leggen.
In oktober 2020 kreeg Gazprom van de Poolse mededingingsautoriteit een boete van bijna 6,5 miljard euro opgelegd vanwege de rol die Gazprom speelde bij de aanleg van gaspijpleiding NS 2. Met de aanleg zou Gazprom de Poolse consumenten benadelen en dit zou leiden tot oneerlijke concurrentie. De boete vertegenwoordigde 10% van de jaaromzet van Gazprom en was de hoogste boete die kon worden opgelegd. Gazprom zei de aanklacht te zullen aanvechten omdat er volgens het bedrijf geen regels waren overtreden. Polen beboette voor in totaal zo'n 52 miljoen euro ook nog vijf andere bedrijven die meewerkten aan het project, zoals Royal Dutch Shell. In november 2020 tekenden Gazprom en mede-investeerders Wintershall, Shell en Engie Zwitserland beroep aan tegen de boete, die Gazprom politiek gemotiveerd achtte.
Eind juli 2021 werd een politiek akkoord bereikt waarmee de Verenigde Staten hun verzet tegen de afwerking van de pijpleiding lieten varen. In augustus 2021 bleek de pijpleiding klaar, maar was het nog wachten op de technische vergunning van de Duitse netbeheerder. Op 16 november 2021 meldde de Bundesnetzagentur voorlopig geen toestemming te geven. De uitbater van de gaspijpleiding was in Zwitserland gevestigd en alleen een Duits bedrijf mocht volgens de wet het Duitse deel van de pijpleiding exploiteren. Als de Bundesnetzagentur zou hebben bepaald dat het bedrijf aan de Duitse regels voldeed, moest de Europese Commissie het ontwerpbesluit nog goedkeuren.
Op 22 februari 2022 maakte de Duitse bondskanselier Olaf Scholz bekend dat de goedkeuring en ingebruikname van Nord Stream 2 tot nader order waren opgeschort, naar aanleiding van de escalerende crisis in Oost-Oekraïne door toedoen van Rusland. Scholz sprak van een "fundamenteel veranderde situatie". Op 1 maart ontsloeg het bedrijf achter Nord Stream 2, de Nord Stream 2 AG met zetel in Zug Zwitserland, alle 140 medewerkers.

## Politieke factoren NS 1 en NS 2

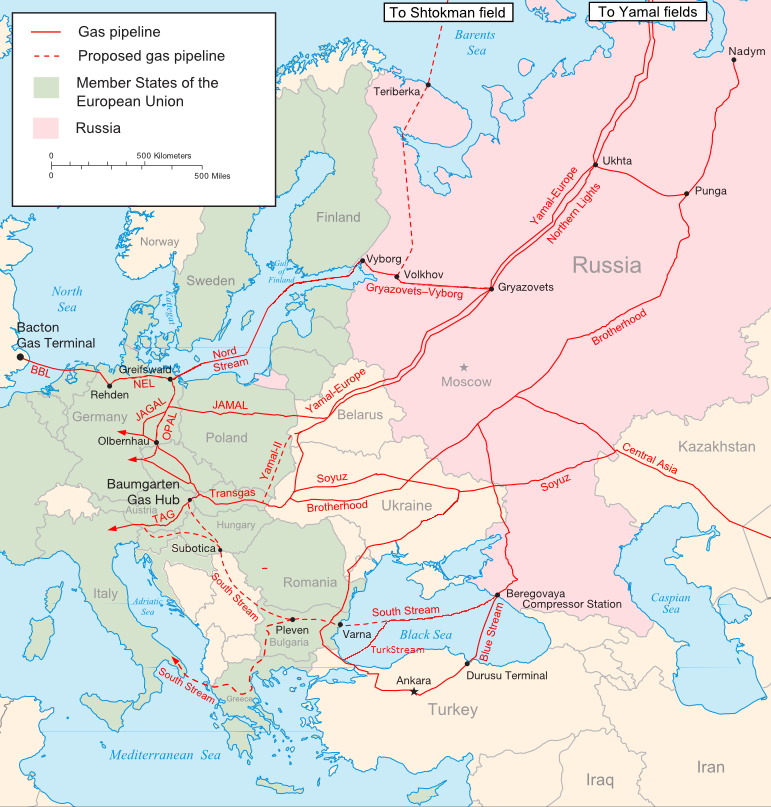
Bestaande en aangekondigde Russische pijpleidingen in Europa

Volgens Duitse en Russische functionarissen moest het project uiteindelijk winstgevend worden doordat transitkosten voor het vervoer door andere landen (bijvoorbeeld Oekraïne en Polen) zouden verdwijnen. Dit zou volgens hen opwegen tegen de hogere onderhoudskosten van een pijpleiding over de zeebodem. Voor andere landen verdween bovendien de mogelijkheid om Russisch gas te blokkeren of af te tappen tijdens conflicten, zoals het Wit-Russisch-Russisch gasconflict en het Russisch-Oekraïens gasconflict, terwijl Rusland de mogelijkheid behield om dit zelf wel te doen.

### Protesten in Midden- en Oost-Europa
Na de ondertekening kwam het tot hevige protesten in meerdere Midden-Europese landen als Polen, Litouwen, Letland en Estland, waarbij Rusland werd beschuldigd van het proberen een splijting in de Europese Unie teweeg te brengen en waarbij Duitsland werd beschuldigd van het negeren van hun belangen. Polen verwacht door de gasleiding op jaarbasis 1 miljard minder te ontvangen aan transitopbrengsten over Russisch gas dat via de Jamal-Europa Gasleiding naar Europa wordt getransporteerd. Het Internationaal Energieagentschap steunde Polen hierin, door te verklaren dat het een politieke zet van Rusland is om Polen en Oekraïne te omzeilen. Polen en de Baltische staten gaven aan bang te zijn voor afpersing door Rusland, dat net als bij het gasconflict met Oekraïne en Wit-Rusland kon dreigen het gas af te sluiten. Met name de Poolse president Lech Kaczyński kantte zich sterk tegen het plan.
Verder kwam er ook ecologische kritiek, met name toegespitst op de onontplofte zeemijnen op de bodem van de Oostzee. Premier van Litouwen Algirdas Brazauskas verklaarde dat er bovendien tonnen gedumpte chemische wapens liggen uit de Eerste en Tweede Wereldoorlog in het zuiden van de Oostzee, die bij openbreken voor een ramp zouden kunnen zorgen. Gazprom stelde dat dit erg vergezocht was, dat deze uitspraken politiek gemotiveerd waren, en dat bij de aanleg de zeebodem juist schoongemaakt werd. Deze kritiekpunten werden door de Duitse oppositie gebruikt bij de Duitse verkiezingen van 2005.
In verband met de mogelijke negatieve ecologische gevolgen kwam het presidium de Baltische Raad bijeen van 25 tot 26 november in Tallinn en nam een resolutie aan die van Rusland en Duitsland eist om hun ecologische en economische belangen goed af te wegen. De resolutie omvat ook een oproep aan de parlementen van alle landen rond de Oostzee en aan de ministerraden van de Baltische landen om speciale aandacht te vestigen op het project en goed te kijken of het wel voldoet aan de internationale overeenkomsten met betrekking tot de bescherming van de Oostzee en aan de wetten van de Europese Unie.
Op 28 december 2005 stelden de Estse parlementsleden Igor Gryazin en ex-premier Juhan Parts voor om de territoriale wateren van Estland in de Finse Golf te verbreden met 3 zeemijl, zodat de pijpleiding onder Estse soevereiniteit komt. Volgens hen valt de wettelijke grens in het midden van de Finse Golf volgens de maritieme conventie van de Verenigde Naties uit 1982. In 1993 nam Estland echter een wet aan die vrijwillig de grens 3 zeemijl naar binnen schoof, hetgeen ook gedaan werd door Finland, zodat er een neutraal gebied van 6 zeemijl ontstond tussen beide landen. Finland is echter voor 40% van zijn energiebehoefte afhankelijk van Rusland en bovendien participeert het Finse staatsbedrijf Fortum in het project, waardoor de kansen op medewerking aan dit Estse voorstel vrij klein zijn.

### Kritiek op Gerhard Schröder
Bij de ceremonie voor de start van de aanleg van de pijpleiding op 9 december 2005 verklaarde Gazprom-bestuursvoorzitter Aleksej Miller dat Gerhard Schröder voorzitter van de toezichtsraad zou worden. Dit leidde tot een storm van kritiek op Schröder van verschillende kanten. Vooral de oppositie uitte kritiek, aangezien Schröder het project zelf actief promootte tijdens zijn periode als bondskanselier en samen met Poetin druk uitoefende om het door te voeren.

### Alternatieven
Polen en Oekraïne trokken een andere pijpleiding door vanaf Odessa naar Polen. De beide landen wilden hiermee minder afhankelijk worden van Russisch gas. Voor de levering van het gas sloten beide landen een contract met Kazachstan. Het gas zou via de Kaspische Zee onder andere worden vervoerd via de Zuidelijke Gascorridor, bestaande uit onder andere de Zuid-Kaukasus pijplijn (SCP), trans-Anatolische pijplijn (TANAP) en trans-Adriatische pijpleiding (TAP).

## Afsluitingen, explosies, vermoedelijke sabotage
Tijdens de Russische invasie van Oekraïne werd begin september 2022 de pijpleiding door Rusland voor onbepaalde tijd volledig dichtgedraaid. Enkele dagen eerder had het staatsbedrijf Gazprom de pijp al gesloten onder het mom van onvoorzien onderhoud. De Russische president Poetin verklaarde dat alle westerse sancties die vanwege de Russisch-Oekraïense oorlog aan Rusland waren opgelegd eerst opgeheven of afgezwakt moesten worden, vooraleer Nord Stream 1 weer in gebruik zou komen.
De kans op schade aan de leidingen door scheepvaart werd klein geacht, omdat de leidingen diep op de zeebodem liggen en zijn voorzien van een betonnen mantel. Desondanks bleken de leidingen gevoelig voor sabotage. Op maandagochtend 26 september 2022 werd plotseling een sterk drukverlies vastgesteld in de Nord Stream 2-pijpleiding. Binnen 24 uur ontstond er ook drukverlies bij Nord Stream 1. Ter hoogte van het Deense eiland Bornholm kwamen grote gasbellen aan de oppervlakte. Het Zweedse nationale seismologische instituut meldde dat een dertigtal Zweedse meetstations krachtige onderzeese explosies hadden geregistreerd. Twee dagen later was ruim de helft van de in totaal 778 miljoen m³ aardgas uit de leidingen weggelekt.
Duitse inlichtingendiensten meldden in Der Tagesspiegel dat de beide leidingen van Nord Stream 1 waarschijnlijk nooit meer gebruikt konden worden, tenzij ze snel zouden worden gerepareerd. Volgens Gazprom echter zou een van de pijpen van Nord Stream 2 in oktober 2022 nog bruikbaar zijn geweest.

### Onderzoek
Deskundigen concludeerden dat de leidingen doelbewust waren opgeblazen. De Zweedse politie stelde een onderzoek in naar sabotage. EU-buitenlandcoördinator Josep Borrell sprak van "opzettelijke verstoring van de Europese energie-infrastructuur" en noemde dit onacceptabel. Oekraïne wees Rusland aan als de schuldige, maar Rusland ontkende iets met de explosies te maken te hebben en kondigde aan zelf een onderzoek te zullen instellen. De Zweedse en Deense premiers wilden aanvankelijk niet speculeren over wie verantwoordelijk was voor de incidenten. Een onderzoeker van het Koninklijk Deens Defensiecollege verklaarde dat Rusland degene zou zijn die kon profiteren van nog meer verstoringen op de Europese gasmarkt.
De Oekraïense presidentiële adviseur Mykhailo Podolyak sprak van "een door Rusland geplande terroristische aanval en een daad van agressie jegens de EU". Andrei Kortunov van de Russische Raad voor Internationale Zaken – een denktank in Moskou – zei dat het niet logisch was dat Rusland verantwoordelijk zou zijn, aangezien Rusland eigenaar was van de pijpleidingen: als Rusland druk wilde uitoefenen op de Europese gasvoorziening, kon het de levering stoppen zonder de infrastructuur te beschadigen.
In een veel gedeelde post op Twitter richtte de Poolse Europarlementariër en voormalig minister van Buitenlandse Zaken en Defensie Radek Sikorski een dankwoord aan de VS, waarbij hij ook herinnerde aan een toespraak van de Amerikaanse president Biden die had verklaard dat de VS een einde zou maken aan de pijpleiding [Nord Stream 2] als Rusland Oekraïne zou binnenvallen. Sikorski's bericht werd bekritiseerd door vele politici en de Poolse regeringswoordvoerder Piotr Müller, die zei dat het schadelijk was en de Russische propaganda diende. Sikorski verklaarde later blij te zijn met het uitvallen van de pijpleiding waar "alle Poolse regeringen tegen hebben geprotesteerd". Ook zei hij dat hij kwam met "werkhypotheses over wie motieven en middelen had voor een dergelijke aanval", en alleen in eigen naam sprak. Volgens Der Spiegel had de Amerikaanse inlichtingendienst CIA reeds in de zomer van 2022 de Duitse regering gewaarschuwd voor mogelijke sabotage aan de pijpleidingen.
Op 18 november maakten de Zweedse autoriteiten bekend dat onderzoekers op de plekken waar de lekken in de pijpleidingen waren ontstaan, sporen van explosieven hadden aangetroffen. Op 7 februari 2024 liet de Zweedse openbare aanklager weten het onderzoek te hebben afgesloten. "De conclusie van het onderzoek is dat Zweden niet bevoegd is."
Op 8 februari 2023 deelde journalist Seymour Hersh een analyse op Substack, waarin hij beweert dat duikers van de Amerikaanse marine, op bevel van de president Joe Biden, en samen met de Noren, onderwaterexplosieven zouden hebben aangebracht op de leiding. Hersch baseert zich hiervoor op één anonieme bron. In latere analyses werden onjuistheden gevonden in de analyse van Hersh. De operatie zou drie maanden eerder zijn uitgevoerd onder dekmantel van de jaarlijkse BALTOPS-marine-oefeningen van de US Navy, in samenwerking met de NAVO.
Op 7 maart 2023 lekten westerse inlichtingen- en opsporingsdiensten informatie naar de pers, met als kern dat het spoor naar Oekraïne zou leiden. Het schip dat de daders bij de aanslagen gebruikt zouden hebben zou een jacht zijn dat door een Pools bedrijf werd gehuurd. De twee eigenaren van dat bedrijf zijn Oekraïners. De bemanning zou uit zes personen hebben bestaan: de kapitein, twee duikers, twee duikassistenten en een vrouwelijke arts. Ze zouden in de Duitse stad Rostock hun uitrusting aan boord hebben genomen en op 6 augustus zijn uitgevaren. In een reactie ontkende Oekraïne elke betrokkenheid. Volgens Amerikaanse bronnen was er geen bewijs dat de veronderstelde daders banden hadden met de Oekraïense regering, of in opdracht daarvan handelden.

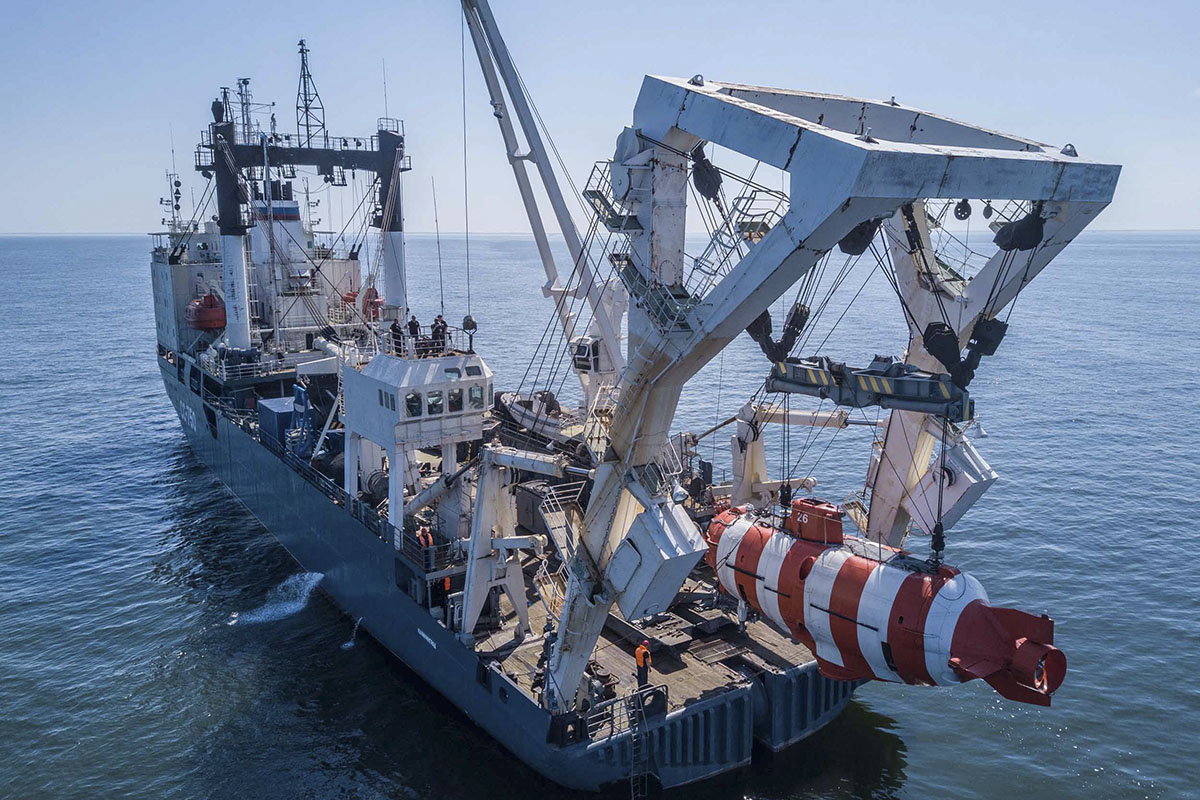
De SS-750 met de mini-onderzeeër AS-26 in 2020

Eind april 2023 deelde de Deense strijdkrachten foto's van het Russische schip SS-750, een bergingsschip en ondersteuningsschip voor onderzeeërs, vier dagen voor de aanval op de pijpleidingen.
In de Nederlandse Tweede Kamer werden vragen gesteld over voorkennis van de aanslagen door de MIVD. De internationale pers gaat naar aanleiding van de MIVD-rapportage ervan uit dat Oekraïne achter de aanslagen zat.
In november 2023 onthulde The Washington Post in een artikel de naam van de Oekraïense  militair die de Nord Stream-sabotageoperatie zou hebben gecoördineerd. Het zou gaan om Roman Chervinsky, een kolonel van het Oekraïense leger die zich bezighoudt met speciale operaties. Hij regelde de logistiek en ondersteuning van het team dat de aanval daadwerkelijk op zee uitvoerde. Het team bestond uit zes personen. Ze huurden onder een valse naam een zeilboot in Duitsland en plaatsten onder water explosieven op de pijpleiding, zeker een week voordat deze ontploften. Chervinsky ontkent dat hij een rol had bij de sabotage van de onderzeese pijpleidingen.
Na het einde van het onderzoek in Zweden op 7 februari 2024 staakte ook Denemarken eind februari het onderzoek wegens "niet voldoende gronden om een strafzaak in Denemarken te beginnen".
Duitsland kwam op 14 augustus 2024 naar buiten met een internationaal aanhoudingsbevel tegen de Oekraïner Vladimir S. om zijn betrokkenheid bij de Nord Stream-sabotage. Geert Wilders en Pieter Omtzigt stelden onmiddellijk Kamervragen. Kabinet-Schoof wil echter niet inhoudelijk reageren op de geruchten dat premier Zelensky van Oekraïne op de hoogte zou zijn geweest van de plannen tot sabotage van Nord Stream 2, en stelt dat het eerst de resultaten van het Duits Justitieel onderzoek wil afwachten.

### Gevolgen

#### Politiek
Asia Times meldde dat de Baltische Staten, Finland, Oekraïne en de VS mogelijk zouden profiteren van het beschadigen van de pijpleidingen.

#### Milieuschade
Het Integrated Carbon Observation System (ICOS) berichtte op 30 september dat er als gevolg van het weglekken van het gas uit de beschadigde leidingen een hoeveelheid methaan in de atmosfeer terechtkwam die gelijkstond aan de uitstoot in een heel jaar van Parijs of van een land als Denemarken. Methaan staat bekend als een sterk broeikasgas, hoewel het sneller weer is uitgewerkt dan koolstofdioxide.

#### Hoge energiekosten
Op het World Economic Forum van januari 2025 verklaarde EU-Commissievoorzitster Ursula von der Leyen: “Europa vertrouwde lange tijd op goedkope energie uit Rusland. [We hebben intussen] onze afhankelijkheid van Russische fossiele brandstoffen in recordtijd aanzienlijk verminderd. Onze gasimport uit Rusland daalde met ongeveer 75%. En nu importeren we nog maar 3% van onze olie uit Rusland en helemaal geen steenkool meer. Maar vrijheid had een prijs: huishoudens en bedrijven kregen te maken met torenhoge energiekosten en voor velen zijn de rekeningen nog steeds niet gedaald. Het Europese concurrentievermogen hangt nu af van de terugkeer naar lage en stabiele energieprijzen.”

## Heropstart
Begin maart 2025 doken geruchten op over discrete gesprekken in Zwitserland, onder impuls van president Trump, over een mogelijke heropening van Nord Stream 2. Daarbij werd gedacht aan een overleg tussen de VS, Rusland en Duitsland, voor het transport van Russisch gas richting Duitsland, met medewerking van de VS. Een ander denkspoor bestond erin de pijpleiding, of een deel ervan, te gebruiken voor het transport van waterstof vanuit Finland.
Begin mei 2025 keurde een Zwitserse rechtbank een akkoord met de schuldeisers goed, waardoor een faillissement werd voorkomen, al is wel nog beroep mogelijk tegen de beslissing. Onder meer de West-Europese energiebedrijven Engie, OMV, Shell, Uniper en Wintershall zullen als grootste schuldeisers wellicht aanzienlijke verliezen slikken op hun miljardeninvestering. Kleine schuldeisers, waaronder heel wat Duitse bouwbedrijven, moesten volgens een eerdere rechtbankbeslissing volledig worden gecompenseerd. De uitbater van de pijpleiding kan nu verder op zoek naar een nieuwe investeerder.